# 김은성 (야구 선수)
김은성(金恩成, 1993년 3월 7일 ~ )은 전 KBO 리그 키움 히어로즈의 내야수, 외야수이다. 2018년 12월에 현재 이름인 김은성으로 개명했다. 개명 전 이름은 '김수산'(金洙山)이다.

## 넥센ㆍ키움 히어로즈시절
원광대학교를 졸업한 김수산은 2015년 한국프로야구 신인 드래프트에는 지명받지 못하였고 2015년에 넥센 히어로즈 신고선수로 입단하였다. 2016년 퓨처스 올스타전에 대체선수로 선발되어 출전하기도 했으나 2016년 시즌 후 방출통보를 받았다.
방출 후 현역으로 입대하여 경기도 연천군에서 군 복무를 했고 2018년 7월에 전역했다.
전연 후 테스트를 거쳐 2019년에 키움 히어로즈에 재입단했으며 이름 또한 김수산에서 김은성으로 개명했다. 2019년 4월 7일 고양 국가대표 야구훈련장에서 열린 KT 위즈2군과의 퓨처스리그 경기에서 1회 안타, 3회 2루타, 7회 3루타, 9회에 2점 홈런을 기록하며 역대 28번째로 퓨처스리그 사이클링히트를 기록했다. 퓨처스리그에 28경기 출전해 2홈런 타율 0.342를 기록했고 5월 15일에 처음으로 1군 엔트리에 올라왔다. 5월 17일 롯데전에서 대타로 출전하며 데뷔 첫 경기를 치렀고, 경기에서 1볼넷을 기록했다. 5월20일에 다시 2군으로 내려갔으나 6월6일 2군으로 내려간 박병호를 대신하여 다시 1군에 올라와 2루수로 첫 선발출장했다. 퓨처스리그에서 77경기 출장하여 최종성적 타율 0.326리 3홈런 54타점을 기록하며 북부리그 타점왕과 타율왕에 수상했다.
2020년 시즌에는 퓨처스리그에서 타율 0.342, 10타점을 1군에서는 8타수 2안타를 기록했다. 시즌 종료 후 KBO 신인상 시상식에서 1위 1표, 2위 1표를 받아 총점 8점으로 9위를 기록했다. 2021년 4월 14일 LG 트윈스와의 경기에서 2타점 2루타를 기록하며 프로데뷔 후 첫 타점을 기록했다.  2021년 시즌에도 퓨처스리그에서 67게임 출전해 타율 0.322를 기록했고 1군 무대에서는 0.278을 기록했으나 10월 27일 키움은 선수단 재정비를 이유로 방출통보를 했다.

## 출신 학교
- 전주금평초등학교
- 군산자양중학교
- 전주고등학교
- 원광대학교

## 수상 및 달성
- KBO 퓨처스리그 28번째 사이클링 히트 달성 (2019. 04. 07)[5]
- 2019시즌 KBO 퓨처스리그 북부리그 타점왕, 타율왕 수상[9]

## 통산 기록
| 연도 | 팀명  | 타율  | 경기 | 타수 | 득점 | 안타 | 2루타 | 3루타 | 홈런 | 루타 | 타점 | 도루 | 도실 | 볼넷 | 사구 | 삼진 | 병살 | 실책 |
| ---- | ----- | ----- | ---- | ---- | ---- | ---- | ----- | ----- | ---- | ---- | ---- | ---- | ---- | ---- | ---- | ---- | ---- | ---- |
| 2019 | 키움  | 0.125 | 5    | 8    | 1    | 1    | 0     | 0     | 0    | 1    | 0    | 0    | 0    | 2    | 0    | 2    | 1    | 1    |
| 2020 | 키움  | 0.500 | 16   | 4    | 0    | 2    | 0     | 0     | 0    | 2    | 0    | 0    | 0    | 1    | 1    | 1    | 1    | 0    |
| 2021 | 키움  | 0.278 | 6    | 18   | 1    | 5    | 3     | 0     | 0    | 8    | 2    | 0    | 0    | 0    | 0    | 6    | 0    | 0    |
| 통산 | 3시즌 | 0.267 | 27   | 30   | 2    | 8    | 3     | 0     | 0    | 11   | 2    | 0    | 0    | 3    | 1    | 9    | 2    | 1    |